# Oliwer Stedt
Oliwer Stedt (...) è un giocatore di football americano svedese, che gioca come wide receiver per gli Stockholm Mean Machines..

## Palmarès
- 1 SM-final (2022)